# 丙酸锆
丙酸锆是锆形成的丙酸盐，化学式为Zr(CH3CH2COO)4。它可由四氯化锆和丙酸反应，经ZrCl2(CH3CH2COO)2中间体，加热后制得。它在水中水解，生成ZrO(CH3CH2COO)2。它在丙醇中和二氧化锗及氢氧化钾溶液于180 °C进行溶剂热反应，可以得到K2ZrGe2O7。它可用于提高墨水溶剂的黏附力。